# Пшиленк (Ґарволінський повіт)
Пшиленк (пол. Przyłęk) — село в Польщі, у гміні Соболев Ґарволінського повіту Мазовецького воєводства.
Населення — 150 осіб (2011).
У 1975-1998 роках село належало до Седлецького воєводства.

## Демографія
Демографічна структура станом на 31 березня 2011 року:
|          | Загалом | Допрацездатний вік | Працездатний вік | Постпрацездатний вік |
| -------- | ------- | ------------------ | ---------------- | -------------------- |
| Чоловіки | 69      | 23                 | 40               | 6                    |
| Жінки    | 81      | 21                 | 45               | 15                   |
| Разом    | 150     | 44                 | 85               | 21                   |